# Marlboros de Toronto
Les Marlboros de Toronto sont une franchise de hockey sur glace en Amérique du Nord aujourd'hui disparue. Le nom complet de l'équipe est Toronto Marlborough Athletic Club mais n'est pas utilisé.
De 1904 à 1989, l'équipe a évolué à Toronto, dans le championnat junior de l'Ontario, l'Association de hockey de l'Ontario puis dans la Ligue de hockey de l'Ontario. Pendant une grande majorité de son existence, l'équipe a été affiliée aux Maple Leafs de Toronto, franchise de la Ligue nationale de hockey et elle a gagné à sept reprises la Coupe Memorial.
Actuellement une équipe évolue sous le nom de Toronto Marlboros Hockey Club dans la Greater Toronto Hockey League, ligue mineure de hockey.

## Historique

### Palmarès
Les Marlboros de Toronto ont gagné la Coupe Memorial à sept reprises et sont l'équipe la plus titrée de l'histoire de la Coupe.
Coupe J.-Ross-Robertson
La Coupe J.-Ross-Robertson est remise annuellement à la franchise de hockey sur glace qui gagne les séries éliminatoires de l'OHL.
- 1928 Victoire (adversaire inconnu)
- 1929 Victoire (adversaire inconnu)
- 1932 Victoire (adversaire inconnu)
- 1940 Perdu contre les Generals d'Oshawa
- 1941 Perdu contre les Generals d'Oshawa
- 1949 Perdu contre les Flyers de Barrie
- 1951 Perdu contre les Flyers de Barrie
- 1955 Victoire contre les Teepees de Saint-Catharines
- 1956 Victoire contre les Flyers de Barrie
- 1958 Victoire contre les Tiger Cubs de Hamilton
- 1964 Victoire contre les Canadiens Juniors de Montréal
- 1965 Perdu contre les Flyers de Niagara Falls
- 1967 Victoire contre les Red Wings de Hamilton
- 1970 Perdu contre les Canadiens Juniors de Montréal
- 1971 Perdu contre les Black Hawks de Saint-Catharines
- 1973 Victoire contre les Petes de Peterborough
- 1975 Victoire contre les Fincups de Hamilton

Trophée Hamilton Spectator
Ce trophée est remis à la franchise de l'OHL qui a le plus de points à la fin de la saison régulière.
- 1959-1960  59 points
- 1963-1964  87 points
- 1971-1972  93 points
- 1972-1973 103 points
- 1974-1975 105 points

Coupe Memorial
Ce trophée est le plus prestigieux de la Ligue canadienne de hockey et est remis au vainqueur d'un mini tournoi à quatre équipes. À chaque fois que les Marlboros ont participé à la finale, ils ont gagné la Coupe. La liste ci-dessous ne liste que l'équipe de la finale contre qui a joué Toronto.
- 1929 Victoire contre les Millionaires d'Elmwood
- 1955 Victoire contre les Pats de Regina
- 1956 Victoire contre les Pats de Regina
- 1964 Victoire contre les Oil Kings d'Edmonton
- 1967 Victoire contre les Marrs de Port Arthur
- 1973 Victoire contre les Remparts de Québec
- 1975 Victoire contre les Bruins de New Westminster

Champion de la conférence est canadienne
- 1928 Perdu contre les Gunners d'Ottawa
- 1929 Victoire contre les Shamrocks deOttawa

Trophée George-Richardson
- 1955 Victoire contre les Frontenacs de Québec
- 1956 Victoire contre les Canadiens Juniors de Montréal
- 1958 Perdu contre les Canadiens Junior d'Ottawa-Hull
- 1964 Victoire contre les Monarchs de Notre Dame de Grace
- 1967 Victoire contre les Canadiens de Thetford Mines

### Saisons après saisons

#### Du temps de l'AHO
| Saison    | PJ | V  | D  | N  | Pts | BP  | BC  | Classement   | Séries éliminatoires |
| --------- | -- | -- | -- | -- | --- | --- | --- | ------------ | --- |
| 1937-1938 | 12 | 12 | 0  | 0  | 24  | 80  | 27  | 1er de l'AHO | |
| 1938-1939 | 14 | 4  | 9  | 1  | 9   | 33  | 53  | 3e Groupe 1  | |
| 1939-1940 | 19 | 11 | 5  | 3  | 25  | 106 | 49  | 2e de l'AHO  | |
| 1940-1941 | 17 | 13 | 3  | 1  | 25  | 113 | 51  | 1er de l'AHO | Finale AHO : Generals d'Oshawa                                                                                                |
| 1941-1942 | 24 | 12 | 10 | 2  | 26  | 73  | 79  | 4e de l'AHO  | Finale AHO : Generals d'Oshawa                                                                                                |
| 1942-1943 | 21 | 8  | 12 | 1  | 17  | 105 | 119 | 6e de l'AHO  | |
| 1943-1944 | 26 | 8  | 15 | 1  | 18  | 73  | 122 | 4e Groupe 1  | |
| 1944-1945 | 20 | 2  | 18 | 0  | 4   | 52  | 141 | 6e de l'AHO  | |
| 1945-1946 | 28 | 11 | 16 | 1  | 23  | 78  | 111 | 5e de l'AHO  | |
| 1946-1947 | 36 | 20 | 16 | 0  | 40  | 87  | 84  | 5e de l'AHO  | |
| 1947-1948 | 32 | 12 | 20 | 0  | 30  | 97  | 149 | 7e de l'AHO  | |
| 1948-1949 | 48 | 20 | 24 | 4  | 44  | 168 | 176 | 6e de l'AHO  | Finale AHO : Flyers de Barrie                                                                                                 |
| 1949-1950 | 48 | 37 | 9  | 2  | 76  | 253 | 119 | 1er de l'AHO | |
| 1950-1951 | 54 | 32 | 16 | 6  | 70  | 220 | 167 | 2e de l'AHO  | Finale AHO : Flyers de Barrie                                                                                                 |
| 1951-1952 | 53 | 39 | 8  | 6  | 84  | 302 | 146 | 1er de l'AHO | |
| 1952-1953 | 56 | 32 | 17 | 7  | 71  | 199 | 139 | 2e de l'AHO  | |
| 1953-1954 | 59 | 34 | 18 | 7  | 75  | 242 | 160 | 2e de l'AHO  | |
| 1954-1955 | 49 | 29 | 17 | 3  | 61  | 189 | 142 | 3e de l'AHO  | Finale AHO : Teepees de Saint-Catharines                                                                                      |
| 1955-1956 | 48 | 23 | 21 | 4  | 50  | 174 | 164 | 4e de l'AHO  | Finale AHO : Flyers de Barrie                                                                                                 |
| 1956-1957 | 52 | 35 | 14 | 3  | 73  | 189 | 133 | 2e de l'AHO  | |
| 1957-1958 | 52 | 21 | 21 | 10 | 52  | 210 | 186 | 4e de l'AHO  | Finale AHO : Tiger Cubs |
| 1958-1959 | 54 | 19 | 27 | 8  | 46  | 160 | 213 | 6e de l'AHO  | |
| 1959-1960 | 48 | 28 | 17 | 3  | 59  | 222 | 180 | 1er de l'AHO | |
| 1960-1961 | 48 | 9  | 30 | 9  | 27  | 136 | 211 | 7e de l'AHO  | Non qualifiés |
| 1961-1962 | 33 | 18 | 9  | 6  | 44  | 141 | 103 | 2e Metro Jr  | 8-2 7Ups de Brampton 6-8 St. Michael's Majors de Toronto                                                                      |
| 1962-1963 | 40 | 22 | 12 | 6  | 50  | 217 | 159 | 2e Metro Jr  | 8-2 Dunlops de Whitby 4-8 Maroons de Neil McNeil                                                                              |
| 1963-1964 | 56 | 40 | 9  | 7  | 87  | 336 | 195 | 1er de l'AHO | 8-0 Flyers de Niagara Falls 9-1 Canadiens Juniors de Montréal (Coupe J.-Ross-Robertson) Oil Kings d'Edmonton (Coupe Memorial) |
| 1964-1965 | 56 | 32 | 17 | 7  | 71  | 259 | 222 | 2e de l'AHO  | |
| 1965-1966 | 48 | 20 | 18 | 10 | 50  | 203 | 211 | 6e de l'AHO  | |
| 1966-1967 | 48 | 23 | 15 | 10 | 56  | 208 | 184 | 3e de l'AHO  | |
| 1967-1968 | 54 | 31 | 17 | 6  | 68  | 273 | 179 | 5e de l'AHO  | |
| 1968-1969 | 54 | 21 | 27 | 6  | 48  | 222 | 239 | 6e de l'AHO  | |
| 1969-1970 | 54 | 26 | 17 | 11 | 63  | 239 | 201 | 4e de l'AHO  | |
| 1970-1971 | 62 | 28 | 26 | 8  | 64  | 353 | 304 | 5e de l'AHO  | |
| 1971-1972 | 63 | 45 | 15 | 3  | 93  | 363 | 256 | 1er de l'AHO | |
| 1972-1973 | 63 | 47 | 7  | 9  | 103 | 416 | 199 | 1er de l'AHO | |
| 1973-1974 | 70 | 30 | 31 | 9  | 69  | 293 | 276 | 8e de l'AHO  | |

#### Du temps de l'OMJHL
| Saison    | PJ | V  | D  | N  | Pts | BP  | BC  | Classement       | Séries éliminatoires |
| --------- | -- | -- | -- | -- | --- | --- | --- | ---------------- | --- |
| 1974-1975 | 70 | 48 | 13 | 9  | 105 | 469 | 303 | 1er de l'OMJHL   | 9-7 Canadians de Kingston 9-7 Wolves de Sudbury 8-6 Fincups de Hamilton (Coupe J.-Ross-Robertson) Second lors du tournoi de la Coupe Memorial 6-2 Castros de Sherbrooles 10-4 Bruins de New Westminster (Coupe Memorial) |
| 1975-1976 | 66 | 26 | 30 | 10 | 62  | 278 | 294 | 3e division Emms | 8-2 Knights de London 1-9 Fincups de Hamilton |
| 1976-1977 | 66 | 31 | 23 | 12 | 74  | 335 | 286 | 3e division Emms | 1-4 Knights de London |
| 1977-1978 | 68 | 24 | 36 | 8  | 56  | 263 | 341 | 5e division Emms | 4-6 Rangers de Kitchener |
| 1978-1979 | 68 | 27 | 40 | 1  | 55  | 308 | 351 | 5e division Emms | 0-6 Rangers de Kitchener |
| 1979-1980 | 68 | 33 | 32 | 3  | 69  | 342 | 310 | 2e division Emms | 0-4 Alexanders de Brantford |

#### Du temps de l'OHL
| Saison    | PJ | V  | D  | N | Pts | BP  | BC  | Classement         | Séries éliminatoires                        |
| --------- | -- | -- | -- | - | --- | --- | --- | ------------------ | ------------------------------------------- |
| 1980-1981 | 68 | 31 | 37 | 0 | 62  | 298 | 336 | 4e division Emms   | 2-3 Flyers de Niagara Falls                 |
| 1981-1982 | 68 | 37 | 31 | 0 | 74  | 316 | 290 | 4e division Leyden | 6-4 Royals de Cornwall 2-8 67's d'Ottawa    |
| 1982-1983 | 70 | 36 | 29 | 5 | 77  | 325 | 311 | 4e division Leyden | 1-7 Royals de Cornwall                      |
| 1983-1984 | 70 | 45 | 24 | 1 | 91  | 392 | 317 | 2e division Leyden | 8-2 Petes de Peterborough 0-8 67's d'Ottawa |
| 1984-1985 | 66 | 35 | 28 | 3 | 73  | 315 | 302 | 3e division Leyden | 2-4 Royals de Cornwall                      |
| 1985-1986 | 66 | 22 | 41 | 3 | 47  | 297 | 345 | 6e division Leyden | 0-8 Petes de Peterborough                   |
| 1986-1987 | 66 | 22 | 41 | 3 | 47  | 298 | 376 | 7e division Leyden | Non qualifiés                               |
| 1987-1988 | 66 | 26 | 39 | 1 | 53  | 292 | 348 | 6e division Leyden | 0-4 Petes de Peterborough                   |
| 1988-1989 | 66 | 32 | 31 | 3 | 67  | 319 | 332 | 3e division Leyden | 4-2 Royals de Cornwall                      |

## Joueurs et entraîneurs

### Entraîneurs
Un des entraîneurs les plus connus des Marlboros (et des Maple Leafs) est George Armstrong, qui a amené son équipe en finale de la Coupe Memorial à deux reprises, en 1973 et 1975. Il est un des deux entraîneurs de l'histoire de l'équipe à avoir gagné le titre d'entraîneur de la saison OHL (en 1973), le trophée Matt-Leyden, le second étant Dave Chambers en 1980.
La liste ci-dessous ne présente qu'une partie des entraîneurs de l'histoire de la franchise :
| - 1928-29 Frank J. Selke - 1946-47 Bill Thoms - 1954-55 Turk Broda - 1955-56 Turk Broda - 1960-61 Turk Broda - 1961-62 Turk Broda - 1963-64 Jim Gregory | - 1966-67 Gus Bodnar - 1972-73 Frank Bonello - 1972-73 George Armstrong - 1974-75 George Armstrong - 1978-79 Bill White - 1979-80 Dave Chambers |

### Joueurs
Avant la mise en place du repêchage en 1967 pour jouer dans la LNH, les Maple Leafs ont largement puisé dans les joueurs des Marlboros pour les faire jouer des matchs de la LNH. Au total, 202 joueurs ont joué pour les Marlboros puis pour les Maple Leafs. La section ci-dessous présente, les joueurs les plus notables de l'histoire du club, joueurs ayant gagné des trophées ou ayant fini au Temple de la renommée du hockey.

#### Joueurs honorés
Trophée Red-Tilson
Le trophée Red-Tilson récompense chaque année le meilleur joueur de l'OHL. Le vainqueur est désigné par un vote des commentateurs sportifs.
- 1949-50 - George Armstrong
- 1949-50 - Dave Gardner

Trophée Eddie-Powers
Ce trophée récompense le meilleur pointeur de la saison.
- 1937-38 - Hank Goldup
- 1940-41 - Gaye Stewart
- 1971-72 - Billy Harris et Dave Gardner
- 1974-75 - Bruce Boudreau

Trophée Jim-Mahon
Ce trophée récompense l'ailier droit de l'OHL qui a marqué le plus de buts au cours de la saison.
- 1971-72 - Billy Harris
- 1974-75 - Mark Napier

Trophée de la famille Emms
Ce trophée récompense la meilleure recrue de l'année.
- 1979-80 - Bruce Dowie

Trophée Dave-Pinkney
Ce trophée récompense le gardien de but qui a la plus basse moyenne de buts encaissés sur la saison.
- 1949-50 - Don Lockhart
- 1950-51 - Don Lockhart
- 1951-52 - Don Head
- 1952-53 - John Henderson (en)
- 1954-55 - John Albani
- 1955-56 - Jim Crockett
- 1956-67 - Len Broderick
- 1957-58 - Len Broderick
- 1972-73 - Mike Palmateer

Trophée Leo-Lalonde
- 1986-87 - Mike Richard

Trophée Bobby-Smith
Ce trophée récompense le joueur qui allie les meilleurs résultats scolaires et les meilleures performances sur la glace.
- 1988-89 - Brian Collinson

#### Au Temple de la renommée du hockey
Cette section présente les joueurs importants dans l’histoire des Marlboros qui ont acquis une des plus belles récompenses dans la LNH, l’accès au Temple de la renommée du hockey. Pour être admis au Temple de la renommée, le dossier de chaque joueur doit passer devant dix-huit membres du comité et recevoir au moins les trois-quarts des votes (quinze membres) . Chaque année, sont admis au maximum :
- quatre joueurs,
- deux bâtisseurs. Cette catégorie correspond aux personnes qui ne jouent pas directement au hockey mais ont un impact significatif sur le hockey. Il peut s’agir d’entraîneurs, de présidents, de propriétaires de franchises ou encore de personnalités des médias.
- un arbitre ou juge de ligne.

Pour les joueurs, l’arbitre ou juge de ligne, la personne doit avoir pris sa retraite de sa carrière en glace depuis au moins trois ans. Dans le passé, il y a eu des exceptions pour les joueurs dotés d’un talent exceptionnel qui, selon le comité, méritaient d’être intronisés avant les trois années règlementaires.
Sept anciens joueurs des Marlboros ont fini au Temple de la renommée :
- George Armstrong,
- Charlie Conacher,
- Red Horner,
- Harvey Jackson,
- Joe Primeau,
- Bob Pulford,
- Brad Park

Carl Voss a été intronisé en tant que bâtisseur.